# Isomerida ibitira
Isomerida ibitira là một loài bọ cánh cứng trong họ Cerambycidae.